# Осиповская культура
Осиповская культура — археологическая культура неолитического типа, распространённая в нижнем Приамурье 13-10 тыс. лет назад (по другим данным 14-10,3 тыс. лет назад). Помимо территории России (Хабаровский край) аналоги культуры встречаются в Китае (Хэйлунцзян).
Названа по деревне Осиповка, которая впоследствии оказалась на территории Хабаровска. Локализована среди археологических находок А. П. Окладниковым, который датировал её эпохой мезолита. Со второй половины 1960-х годов исследователи относят её к эпохе раннего неолита. Характеризуется многокомпонентными артефактами с большинством находок в юго-западной части Нижнего Приамурья: бифасиальными наконечниками, «тесловидно-скребловидными орудиями», резцами, проколками, ножами из окремнённых пород и халцедона. В культуре была распространена техника получения мелких пластин путём расщепления нуклеусов на основе бифасов, достоверные сведения об изготовлении крупных пластин отсутствуют. Также имеются малочисленные находки толстостенной керамики слабого обжига.
З. С. Лапшина выделяет в Осиповской культуре юго-западную часть (Осиповка, Сикачи-Алян, Гася, Гончарка, Новотроицкие стоянки), центральную часть (Хумми), северо — западную (Кондон) и северо — восточную часть (Голый мыс) Нижнего Приамурья.
Керамика культуры имеет сходство с японской культурой дзёмон. Температура обжига была очень низкой, 350—400 градусов. Посуда лепная, плоскодонная.
И. Я. Шевкомуда заявила о «непластинчатом характере осиповской индустрии при тенденции к использовании заготовок удлинённых очертаний».
Основу хозяйства составляло рыболовство (лосось). Культура представляла собой общность охотников, рыболовов и собирателей, которые перешли от бродячего к оседлому образу жизни. Осиповская культура является одним из самых ранних примеров постоянных поселений охотников-собирателей при присваивающем хозяйстве (14-10,3 тыс. лет назад), которая существовала в богатой рыбой среде, что позволяло её представителям оставаться на одном и том же месте круглый год.
Возникла на основе селемджинской культуры.